# Amstrad PCW

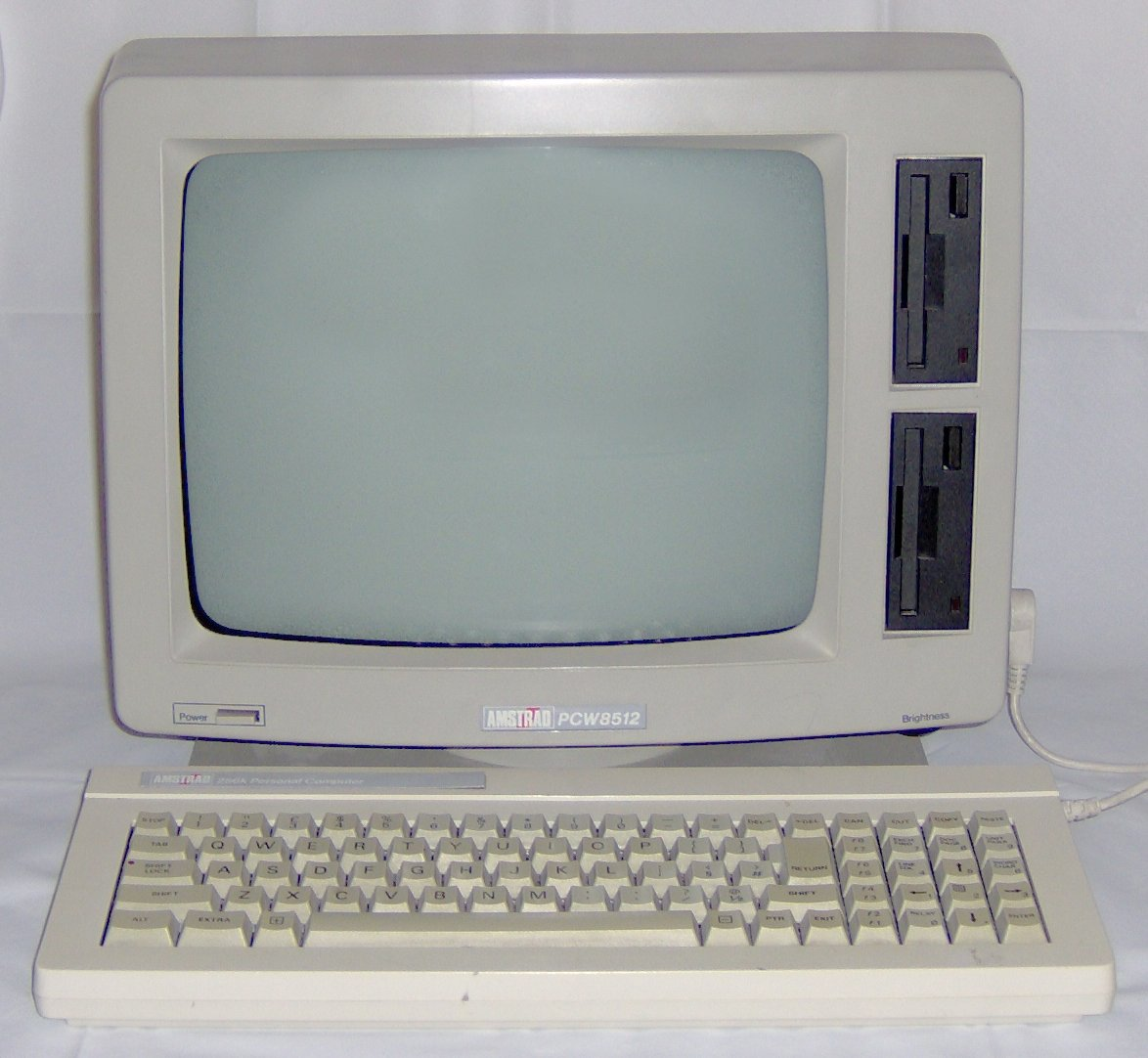
De Amstrad PCW 512

De Amstrad PCW is een serie van personal computers die gefabriceerd werd door Amstrad tussen 1985 en 1998. De afkorting PCW staat voor Personal Computer Word-processor. De computers waren gericht op de markt voor tekstverwerking en thuiskantoren.
Bij zijn lancering bedroegen de kosten van een PCW-systeem minder dan 25% van de kosten van bijna alle IBM PC-compatibele systemen en als gevolg daarvan was de machine in Europa erg populair. Er werden in totaal zo'n 8 miljoen exemplaren verkocht. De laatste twee modellen, die halverwege de jaren negentig werden geïntroduceerd, waren echter commerciële mislukkingen en werden uit de markt gedrukt door de dalende prijzen, grotere mogelijkheden en een breder scala aan software voor IBM PC-compatibele systemen.
Alle PCW-systemen waren alles-in-één-computers, waarbij de behuizing van het scherm ook de CPU, RAM, floppy disk drives en voeding bevatten. Bij alle modellen, behalve het laatste, was een printer bij de prijs inbegrepen. Alle modellen gebruikten een Z80-processor en draaiden het CP/M Plus-besturingssysteem.
Amstrad leverde bijna alle modellen als tekstgebaseerde systemen. Enkel het laatste model had zijn eigen unieke GUI-besturingssysteem en een set kantoortoepassingen die bij de prijs waren inbegrepen. Dit model kon echter geen software voor eerdere PCW-modellen draaien.